# كوو ستارك
كوو ستارك (بالإنجليزية: Koo Stark)‏ هي مصورة وعارضة وممثلة أمريكية، ولدت في 26 أبريل 1956 في نيويورك في الولايات المتحدة.

## وصلات خارجية
- كوو ستارك على موقع IMDb (الإنجليزية)
- كوو ستارك على موقع أول موفي (الإنجليزية)
- كوو ستارك على موقع قاعدة بيانات الأفلام السويدية (السويدية)
- كوو ستارك على موقع إن إن دي بي (الإنجليزية)
- كوو ستارك على موقع قاعدة بيانات الفيلم (الإنجليزية)